# Käthe Braun-Prager
Käthe Braun-Prager (geboren 12. Februar 1888 in Wien, Österreich-Ungarn als Katharina Maria Braun; gestorben 18. Juni 1967 in Wien) war eine österreichische Schriftstellerin und Malerin.

## Leben
Käthe Braun stammte aus einem österreich-jüdischen Elternhaus. Die Mutter, Karoline geb. Kohn, starb bei der Geburt von Käthe, als ihr Bruder Felix gerade drei Jahre alt war. Der Vater heiratete ein Jahr später die Schwester der Mutter, Laura Kohn. 1896 wird ihr Bruder Robert geboren. Vom dichtenden Großvater Moritz Kohn sehr beeindruckt, schrieb ihr älterer Bruder Felix schon mit 14 Jahren sein erstes Theaterstück Die Kastellianerin, das sicherlich auch Käthe in literarischer Hinsicht beflügelt hat. Die Geschwister verband eine lebenslange seelisch-geistige Beziehung. Käthe Braun absolvierte an einer höheren Töchterschule eine Ausbildung und legte 1907 die Staatsprüfung in Stenografie ab. Um die Familie finanziell zu unterstützen, arbeitete sie als Privatlehrerin und ab 1907 als Privatbeamtin in der Creditanstalt in Wien.
Braun konvertierte zum evangelischen, später zum katholischen Glauben. Sie lernte den Schriftsteller und Philosophen Hans Prager kennen, den sie 1917 heiratete. In diesem Jahr trat sie auch aus der Creditanstalt in Wien freiwillig aus. Drei Jahre später wurde ihre Tochter Ulrike (Uli) geboren.
Im Februar 1939 emigrierte Käthe Braun-Prager zusammen mit ihrer Stiefmutter nach England, wo sie dann auf den Bruder Felix trafen. Ihr Mann und die Tochter waren zu dieser Zeit schon nach Paris emigriert. In England lebte sie zu Beginn in Finsthwaite, das in der Grafschaft Cumbria im nordwestlichen England liegt, danach in Kendal, später in London. Ihr Mann Hans starb, geschwächt durch verschiedene Internierungslager, im Jahre 1940 in Paris. In der Emigration, sie war bereits über 50 Jahre alt, begann Käthe Braun-Prager zu malen. Zu dieser Zeit hielt sie Vorträge, betätigte sich als Kunstgewerblerin, schrieb Erzählungen und Gedichte, verfasste Aphorismen und arbeitete als Übersetzerin. 1951 kehrte sie zusammen mit ihrem Bruder Felix Braun und ihrer Stiefmutter nach Wien zurück.
Käthe Braun-Prager starb in einem Krankenhaus und wurde am Ehrenhain auf dem Wiener Zentralfriedhof beigesetzt.

## Leistungen
Braun-Prager war ab 1920 als freie Schriftstellerin tätig und gesellschaftsbezogen ihrer Zeit voraus. Sie hatte Kontakt mit vielen Wiener Künstlern. Obwohl sie zum Lebensunterhalt der Familie beitragen musste, verfasste sie zahlreiche Gedichte, Erzählungen und Aphorismen.
1928 gründete Braun-Prager die „Literarische Frauenstunde“ im Radio Wien, die sie bis 1938 auch leitete. Vorträge, die sie hielt, hatten berühmte österreichische Frauen zum Thema. Auch gab sie die Werke Rosa Mayreders heraus, mit der sie befreundet war. Ihren ersten Gedichtband veröffentlichte sie 1929.
1930 leitete sie die „Literarischen Vortragsabende“ im Hotel de France in Wien. Braun-Prager hielt Vorträge in den Sendern Breslau, Berlin und anderen. In den folgenden Jahren benutzte sie auch das Pseudonym Anna Maria Brandt für ihre Arbeit. Zu dieser Zeit veröffentlichte sie viele Essays. Nach Emigration und Rückkehr stellte Käthe Braun-Prager ab 1951 ihre Bilder in Österreich und anderen Ländern im Rahmen von Kollektivausstellungen vor. Einige ihrer Bilder wurden vom österreichischen Bundesministerium für Unterricht sowie von der Österreichischen Galerie in Wien erworben.

## Zum Werk
In Braun-Pragers Erzählungen nimmt die Mütterlichkeit, beziehungsweise die Mutter, in den unterschiedlichsten Variationen eine zentrale Rolle ein. Die Erzählungen handeln oft von der typischen, schlichten Frau um 1900, die sich nach Geborgenheit einerseits, aber auch nach Freiheit und Unabhängigkeit sehnt. Oder von der Frau, wie in der Erzählung „Bauernhochzeit“, die, statt sich dem ungeliebten Mann hinzugeben, lieber sterben will. Durch ihre Novellen zieht sich ein roter Faden von mystischer Faszination, Melancholie und Ironie. Liebe, Hass und Todessehnsucht sind die Grundthemen ihrer Werke.

## Werke und Preise

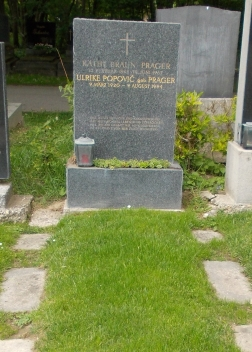
Grabstätte von
Käthe Braun-Prager

- Schattenflamme Lyrische Visionen von Käthe Braun-Prager, Hrsg. mit einem Nachwort von T. Popović, Books on Demand, Norderstedt/Germany, November 2015
- Die Stadt der Ewigen und andere Novellen – Herausg. T. Popović, Klagenfurt, Alekto, 2000
- Ruhe in der Ferne – Wien, Österreichische Verlagsanstalt, 1972
- Das himmlische Kartenhaus – Wien, München, Verlag Jugend u. Volk, 1968
- Liebe – Wien, Zsolnay, 1968, Ungekürzte Jubiläumsausgabe
- Heimat in der Fremde – Wien, Österreichische Verlagsanstalt, 1968
- Und senden ihr Lied aus – Wien, Verl. f. Jugend u. Volk, 1963
- Die Mondwolke – Wien, Österreichische Verlagsanstalt, 1963
- Heimkehr – Wien, Amandus-Verl., 1958
- Verwandelte Welt – Innsbruck, Österreichische Verlagsanstalt, 1956
- Das Buch der Mütter – Hamburg, Zsolnay, 1955
- Reise in die Nähe – Salzburg, Stifterbibliothek, 1954
- Liebe – Wien, Zsolnay, 1953
- Stern im Schnee – Wien, Amandus-Verl., 1949
- Ahnung und Einblick – Wien, Lányi, 1937, Ausg. 1936
- Große Frauen der Heimat – Wien, Steyrermühl, 1936
- Verfrühter Herbst – Wien, Gerstel, 1932
- Bei der Kerze – Darmstadt, Darmstädter Verl., 1929

1927 Uraufführung des Dramas Anna Mayer in der Wiener Schauspielervereinigung „Sprungbrett“
1962 Aufführung des Tanzspiels Der Knabe mit der Rose
Preise:
- 1938 Marianne-Hainisch-Preis
- 1957 Preis des Dr.-Theodor-Körner-Stiftungsfonds für Literatur
- 1958 Preis der Zentralsparkasse der Gemeinde Wien

Mitgliedschaften:
- Ehrenmitglied des Lyzeumklubs
- Vorstandsmitglied des Vereins der Schriftstellerinnen und Künstlerinnen Österreichs
- Mitglied des Wiener Frauenclubs
- Mitglied des österreichischen und englischen P.E.N.-Clubs
- Mitglied des Österreichischen Schriftstellerverbandes
- Mitglied der Geistig Schaffenden Österreichs
- Mitglied der Grillparzer-Gesellschaft
- mit dem Ehrentitel Professor ausgezeichnet